# شیخ فتحه
شیخ فتحه -که دگرگون شده نام «فتح‌الله» در نزد کردها و لرها است- ملقب به فتحه سر قولی یا سرقوی یکی از مشایخ گمنام همدان مانند باباطاهر و برکه همدانی در نیمه دوم قرن پنجم و نیمه اول قرن ششم قمری بوده.
مرشد فتحه، بابا طاهر همدانی بوده. فتح خود نیز که همعصر عین القضات بوده، سخت مورد ارادت برکه -که عین القضات مرید او بود- بوده است. برخی فتحه را مرشدو استاد عین القضات می‌دانند ولی برخی دیگر برآنند که عین القضات محضر فتحه را درک نکرده است. از دستورات عرفانی برکه به عین القضات، زیارت مکرر قبر فتحه بوده است. به طوریکه از عین القضات نقل است: «من هرگز ندانستم که پیری و مریدی چه بود تا برکت -قده- مرا به تربت فتحه بفرستاد».

## آرای عرفانی

### ابلیس
شیخ فتحه مانند برخی مشایخ خراسان توجه ویژه ای به رابطهٔ بین خدا و ابلیس داشت. از عین القضات نقل است: «از برکه -قدس الله روحه-شنیدم که فتحه گفتمی که ابلیس گفت:در عالم از من سیه گلیم تر فتحه بود و بس».
فتحه سیه گلیمی ابلیس را در مرتبه اول به دلیل عدم اطاعت از معشوق در سجده به غیر می‌داند. در مرتبه دوم، این عمل -سجده نکردن به غیر- از برای شیطان، باعث رانده شدن او نشده بود؛ بلکه چون این عمل در عالم ملکوت اتفاق افتاده و موجودات را در آنجا اختیاری نیست. این عمل مشیت پروردگار بوده و از روز ازل برای شیطان نوشته شده بوده است.